# Difenadionă
Difenadiona (denumită și difacinonă sau difenacină) este un compus chimic cu efect anticoagulant din clasa antagoniștilor vitaminei K, derivat de indandionă. Este utilizată ca rodenticid împotriva rozătoarelor, precum șoarecii, șobolanii și veverițele. Este toxică pentru toate mamiferele, iar administrarea pe cale orală induce toxicitate de tipul sângerărilor intense, dependente de doză. Este mult mai toxică decât alte anticoagulante antivitamine K, de exemplu acenocumarol sau warfarină, fapt pentru care nu se utilizează în terapie.:436